# Rietland (film)
Rietland is een Nederlandse film uit 2025, geschreven en geregisseerd door Sven Bresser in zijn regiedebuut. De hoofdrollen worden vertolkt door Gerrit Knobbe en Loïs Reinders.

## Verhaal
Johan, een rietsnijder, vindt het levenloze lichaam van een meisje op zijn land en wordt getroffen door een onbestemd schuldgevoel. Terwijl hij voor zijn kleindochter zorgt, gaat hij zelf op onderzoek naar antwoorden.

## Rolverdeling
| Acteur          | Personage |
| --------------- | --------- |
| Gerrit Knobbe   | Johan     |
| Loïs Reinders   | Dana      |
| Anna Loeffen    | Aleida    |
| Lola van Zoggel | dorpskind |

## Productie
Het Nederlandse speelfilmdebuut van Sven Bresser is de eerste Nederlandse film die voor de Semaine de la critique-competitie geselecteerd is sinds De Poolse bruid 27 jaar geleden. Bresser groeide zelf op in een dorp omringd door rietland. Voor de film werd hij geïnspireerd door Armandos idee van een "schuldig landschap", waarin de natuur onverschillig is voor menselijk lijden. Hoofdrolspeler Gerrit Knobbe is geen professioneel acteur maar een professioneel rietsnijder die Bresser ontdekte toen hij onderzoek deed voor de film. De film was opgenomen in Nationaal Park Weerribben-Wieden.  Cinéart heeft de distributierechten gekocht voor de film in de Benelux-landen.

## Release
Rietland ging op 14 mei 2025 in première op het Filmfestival van Cannes in de Semaine de la critique-competitie.

## Prijzen en nominaties
De belangrijkste:
| Jaar | Prijs                   | Categorie                   | Genomineerde(n) | Uitslag     |
| ---- | ----------------------- | --------------------------- | --------------- | ----------- |
| 2025 | Filmfestival van Cannes | Prix Semaine de la critique | Sven Bresser    | Genomineerd |
| 2025 | Filmfestival van Cannes | Caméra d'or                 | Sven Bresser    | Genomineerd |